# Leawood, Kansas
Leawood là một thành phố thuộc quận Johnson, tiểu bang Kansas, Hoa Kỳ. Năm 2010, dân số của xã này là 31867 người.

## Dân số
Dân số các năm:
- Năm 2000: 27656 người
- Năm 2010: 31867 người